# Punto y Medio
Punto y Medio fue un programa televisivo español de sobremesa que se emitió en Canal Sur Televisión, desde el 1 de julio de 2003 hasta el 29 de septiembre de 2006.

## Historia
El programa al principio estaba pensado como un recambio veraniego a Bravo por la tarde presentado por Agustín Bravo y debido a los buenos datos de audiencia, se quedó definitivamente en la franja.
El programa estaba orientado al público adulto, con entrevistas de salud, curiosidades y un estilo cercano a Mira la vida, programa matinal que emitió Canal Sur Televisión de 2003 a 2011. También tenía un espacio de relaciones entre andaluces, generalmente de la tercera edad, que ha sido muy conocido durante estos años. Además, también tenía una segunda parte llamada Punto y Música —al principio llamada Punto y Medio: 2.ª parte— , espacio musical en el que artistas andaluces consagrados interpretaban varias canciones en directo, o personas anónimas entre el público enseñaban sus dotes artísticas, que se emitía de 19:50 a 20:30, entre Andalucía directo y la segunda edición de Canal Sur Noticias.
Durante su emisión fue líder de audiencia en su franja horaria, alcanzando una cuota de pantalla del 26,6%.
Hasta el 14 de julio de 2006 fue presentado por Juan y Medio, cuando éste tuvo que abandonar el programa debido a un acuerdo con el Grupo Antena 3, entonces fue sustituido por Consuelo Berlanga desde el 17 de julio de 2006 al 29 de septiembre de 2006 bajo el formato Verano y Medio.
El 2 de octubre de 2006 fue reemplazado por el programa La buena gente y estaba presentado por Alicia Senovilla. El 25 de junio de 2007, el programa fue sustituido por La tarde con María presentado por María del Monte, que tenía el mismo estilo. 
El 7 de septiembre de 2009, regresó Juan y Medio de nuevo a la franja de tarde con un programa de formato muy similar, La tarde, aquí y ahora.

## Audiencias
| Temporada anual | Episodios           | Audiencia                   | Audiencia               | Audiencia                                |
| Temporada anual | Episodios           | Espectadores                | Cuota de pantalla       | Horario                                  |
| --------------- | ------------------- | --------------------------- | ----------------------- | ---------------------------------------- |
| 2003            | 129                 | 398 000                     | 21,3%                   | Datos desconocidos                       |
| 2004            | 256 y 215 (musical) | 504 000 y 343 000 (musical) | 24,9% y 21,2% (musical) | Datos desconocidos                       |
| 2005            | 259 y 227 (musical) | 550 000 y 376 000 (musical) | 25,4% y 22,4% (musical) | Datos desconocidos                       |
| 2006            | 192 y 30 (musical)  | 419 000 y 434 000 (musical) | 19,0% y 20,6% (musical) | Lunes-viernes, 16:03-18:21 y 19:53-20:27 |
| Total           | 836                 | 440 000                     | 22,6%                   | Lunes-viernes, 16:03-18:21 y 19:53-20:27 |